# Goodenia delicata
Goodenia delicata är en tvåhjärtbladig växtart som beskrevs av R. Carolin. Goodenia delicata ingår i släktet Goodenia och familjen Goodeniaceae. Inga underarter finns listade i Catalogue of Life.